# Lucy Clarkson
Lucy Clarkson (Rotherham, South Yorkshire, 6 de julho de 1982) é uma modelo britânica.
Lucy Clarkson foi considerada a mulher mais sensual de Inglaterra após a sua aparição como Lara Croft do famoso jogo Tomb Raider. Após isso Lucy tem aparecido em vários canais de televisão britânicos tais como o SkyTV.